# Bahrain-McLaren/Saison 2020
Diese Liste beschreibt die Mannschaft und die Erfolge des Radsportteams Bahrain-McLaren in der Saison 2020.

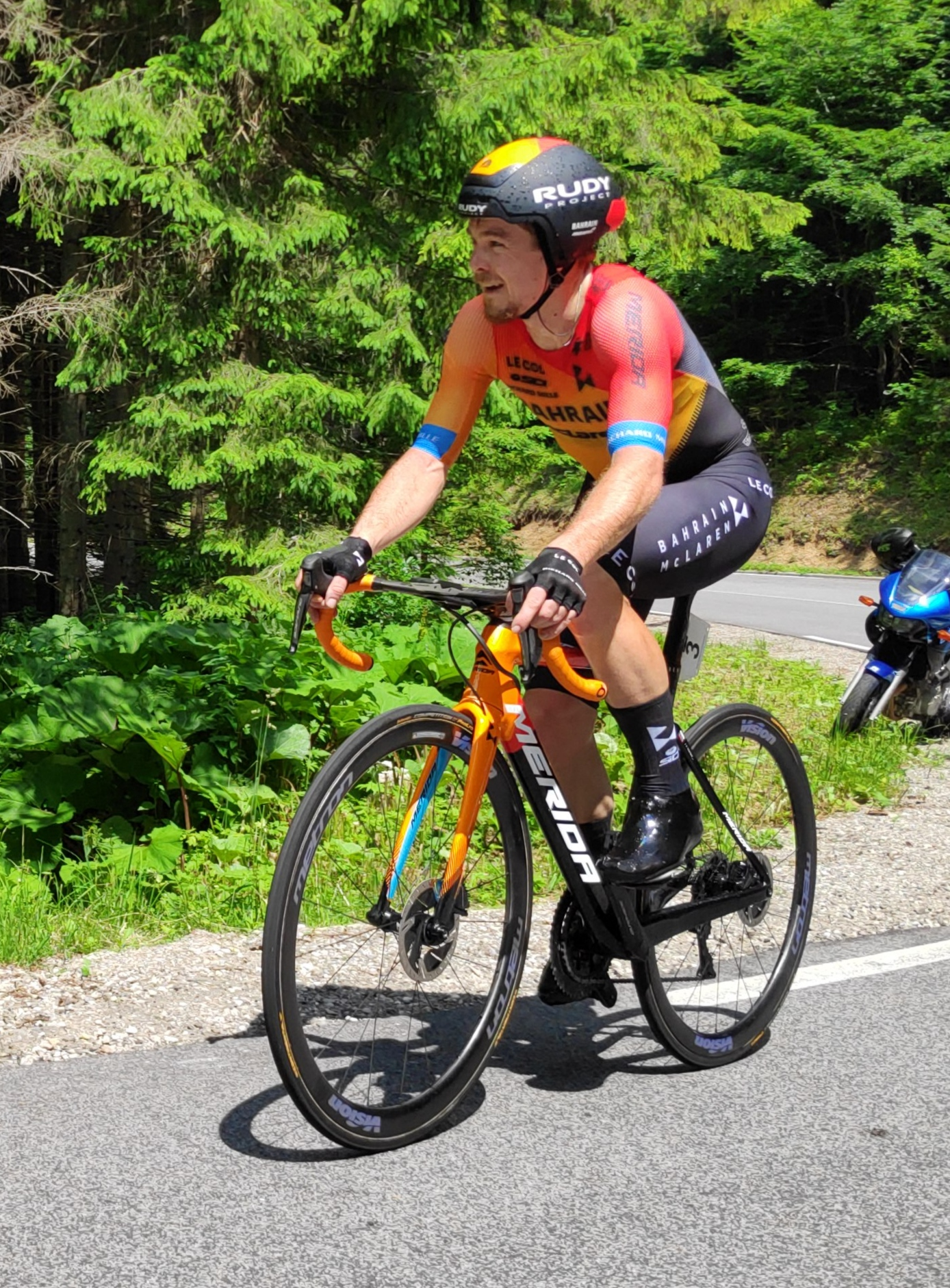
Der Slowene Jan Tratnik im Bahrain-McLaren Dress

## Mannschaft
| Teamkader 2020          | Teamkader 2020     | Teamkader 2020         | Teamkader 2020                          |
| Name                    | Geburtsdatum       | Land                   | Vorheriges Team                         |
| ----------------------- | ------------------ | ---------------------- | --------------------------------------- |
| Yukiya Arashiro         | 22. September 1984 | Japan                  | Lampre-Merida (2016)                    |
| Enrico Battaglin        | 17. November 1989  | Italien                | Katusha-Alpecin (2019)                  |
| Phil Bauhaus            | 8. Juli 1994       | Deutschland            | Team Sunweb (2018)                      |
| Pello Bilbao            | 25. Februar 1990   | Spanien                | Astana (2019)                           |
| Grega Bole              | 13. August 1985    | Slowenien              | Nippo-Vini Fantini (2016)               |
| Santiago Buitrago       | 26. September 1999 | Kolumbien              | Team Cinelli (2019)                     |
| Eros Capecchi           | 13. Juni 1986      | Italien                | Deceuninck-Quick Step (2019)            |
| Damiano Caruso          | 12. Oktober 1987   | Italien                | BMC Racing Team (2018)                  |
| Mark Cavendish          | 21. Mai 1985       | Vereinigtes Königreich | Dimension Data (2019)                   |
| Sonny Colbrelli         | 17. Mai 1990       | Italien                | Bardiani CSF (2016)                     |
| Scott Davies            | 5. August 1995     | Vereinigtes Königreich | Dimension Data (2019)                   |
| Feng Chun-kai           | 2. November 1988   | Chinese Taipei         | Lampre-Merida (2016)                    |
| Iván García Cortina     | 20. November 1995  | Spanien                | Klein Constantia (2016)                 |
| Marco Haller            | 1. April 1991      | Österreich             | Katusha-Alpecin (2019)                  |
| Heinrich Haussler       | 25. Februar 1984   | Australien             | IAM Cycling (2016)                      |
| Kevin Inkelaar          | 8. Juli 1997       | Niederlande            | Équipe continentale Groupama-FDJ (2019) |
| Mikel Landa             | 13. Dezember 1989  | Spanien                | Movistar Team (2019)                    |
| Matej Mohorič           | 19. Oktober 1994   | Slowenien              | UAE Team Emirates (2017)                |
| Domen Novak             | 12. Juli 1995      | Slowenien              | Adria Mobil (2016)                      |
| Mark Padun              | 6. Juli 1996       | Ukraine                | Colpack (2017)                          |
| Hermann Pernsteiner     | 7. August 1990     | Österreich             | Amplatz-BMC (2017)                      |
| Luka Pibernik           | 23. Oktober 1993   | Slowenien              | Lampre-Merida (2016)                    |
| Wout Poels              | 1. Oktober 1987    | Niederlande            | Team Ineos (2019)                       |
| Marcel Sieberg          | 30. April 1982     | Deutschland            | Lotto-Soudal (2018)                     |
| Dylan Teuns             | 1. März 1992       | Belgien                | BMC Racing Team (2018)                  |
| Jan Tratnik             | 23. Februar 1990   | Slowenien              | CCC Sprandi Polkowice (2018)            |
| Rafael Valls            | 25. Juni 1987      | Spanien                | Movistar Team (2019)                    |
| Stephen Williams        | 9. Juni 1996       | Vereinigtes Königreich | SEG Racing Academy (2018)               |
| Fred Wright             | 13. Juni 1999      | Vereinigtes Königreich | 100% me (2018)                          |
|                         |                    |                        |                                         |
| Quelle: ProCyclingStats |                    |                        |                                         |

## Erfolge in der UCI WorldTour
In der Saison 2020 gelangen dem Team nachstehende Erfolge in der UCI WorldTour.
| Datum       | Rennen                   | Fahrer              |
| ----------- | ------------------------ | ------------------- |
| 10. März    | 3. Etappe Paris-Nizza    | Ivan Garcia Cortina |
| 20. Oktober | 16. Etappe Giro d’Italia | Jan Tratnik         |

## Erfolge bei der UCI ProSeries
Bei den Rennen der UCI ProSeries im Jahr 2020 gelangen dem Team nachstehende Erfolge.
| Datum       | Rennen                       | Fahrer      |
| ----------- | ---------------------------- | ----------- |
| 23. Februar | 5. Etappe Ruta del Sol (EZF) | Dylan Teuns |

## Erfolge in den Continental Circuits
In den Rennen des UCI Continental Circuits gelangen dem Team nachstehende Erfolge.
| Datum         | Rennen                      | Kat. | Fahrer          |
| ------------- | --------------------------- | ---- | --------------- |
| 6. Februar    | 3. Etappe Saudi Tour        | 2.1  | Phil Bauhaus    |
| 8. Februar    | 5. Etappe Saudi Tour        | 2.1  | Phil Bauhaus    |
| 4.–8. Februar | Gesamtwertung Saudi Tour    | 2.1  | Phil Bauhaus    |
| 2. August     | Circuito de Getxo           | 1.1  | Damiano Caruso  |
| 2. August     | 2. Etappe Route d’Occitanie | 2.1  | Sonny Colbrelli |

## Erfolge in den Nationalen Straßen-Radsportmeisterschaften
In den Rennen der Nationalen Straßen-Radsportmeisterschaften 2020 konnte das Team nachstehende Titel erringen.
| Datum      | Rennen                                     | Fahrer       |
| ---------- | ------------------------------------------ | ------------ |
| 21. August | Spanische Meisterschaft – Einzelzeitfahren | Pello Bilbao |